# Ramon Albert
Ramon Albert (Barcelona, ? - València, 1330) fou un religiós membre de l'Orde de la Mercè i cardenal català.
Descendent dels comtes de Rosselló, va ser el primer sacerdot elegit, el 1317, mestre general de l'orde mercedari. Fins aquells moments, havia estat una entitat majoritàriament formada per laics.
L'ascens dels clergues dintre la institució portà a una revolta de la comunitat de Barcelona contra l'elecció del laic Arnau d'Amer com a mestre de I'orde. Situació que es va acabar amb l'elecció del clergue Ramon Albert per la intervenció disciplinària pacificadora del papa. Perdent el caràcter inicial de germandat de laics.
Viatjà quatre vegades a Africa per redimir captius cristians en terres musulmanes. Dedicà atenció al col·lectiu dels jueus. Dotà, el 1319, de noves constitucions la seva orde que impedien als laics assolir la dignitat de mestre. També canvià els rituals litúrgics.
El papa Joan XXII el nomenà cardenal. Fou conseller de rei Jaume II de Catalunya-Aragó.